# Lucius Ampelius
Lucius Ampelius ókori római író.
A ránk maradt Liber memoralis szerzője, teljesen ismeretlen, idejének meghatározása a Kr. u. 2–4. századok között ingadozik. Munkája 50 fejezetben adja a cosmographia, geographia, mythologia és történet rövid vázlatát. A világcsodákról szóló 8-ik (Miracula mundi cimű) fejezetnek egy adata terelte a kutatást a pergamumi szobrok felfedezésének helyes útjára.